# Taschachhaus
Das Taschachhaus ist eine Alpenvereinshütte der Sektion München des Deutschen Alpenvereins, in den Ötztaler Alpen in Tirol.

## Lage
Das Taschachhaus liegt auf 2434 m ü. A. zwischen den Zungen des Taschachferners und Sexegertenferners im Pitztal. Südlich liegen die Hochvernagtspitze (3535 m), der Hintere Brochkogel (3628 m) und die Wildspitze (3768 m), nördlich die Bliggspitze (3453 m).

## Geschichte
Die erste Hütte wurde bereits 1873/74 errichtet und war damit die dritte Hütte des Deutschen Alpenvereins. 1898/99 wurde das Taschachhaus von der Sektion Frankfurt (Main) des DuOeAV neu gebaut. Modernisierungen und Erweiterungen folgten in den Jahren 1969 und 1979/80, das Winterhaus wurde 1999 errichtet. Von 2005 bis 2008 wurde das Haupthaus zum letzten Mal generalsaniert, dabei die Kubatur des Hauses verdoppelt und ein Seminartrakt errichtet. Damit genügt das Haus den Anforderungen an eine zentrale Ausbildungsstätte des DAV. Zum 1. Januar 2010 ging die Hütte in den Besitz der Sektion München über.

## Zustieg
- Vom Gletscherbahn-Parkplatz in Mittelberg über die Taschachalm, Gehzeit 2½ bis 3 Stunden.

## Touren

### Übergänge zu anderen Hütten
- Breslauer Hütte, 2844 m, Gehzeit 6 Stunden
- Rauhekopfhütte, 2731 m, Gehzeit 5 Stunden
- Vernagthütte, 2755 m, Gehzeit 5½ Stunden
- über das Mittelberg Joch zur Braunschweiger Hütte, 2758 m, Gehzeit 4½ Stunden
- über das Ölgrubenjoch zur Gepatschhaus, 1928 m, Gehzeit 4½ Stunden
- über den Fuldaer Höhenweg zur Riffelseehütte, 2293 m, Gehzeit 3 Stunden

### Gipfel
- Wildspitze, 3768 m, Gehzeit 4½ Stunden
- Hintere Ölgrubenspitze, 3296 m, Gehzeit 3 Stunden
- Vordere Ölgrubenspitze, 3456 m, Gehzeit 3½ Stunden
- Pitztaler Urkund, 3201 m, Gehzeit 2 Stunden
- Bliggspitze, 3454 m, Gehzeit 3½ Stunden
- Wurmtaler Kopf, 3228 m, Gehzeit 2½ Stunden

## Bilder

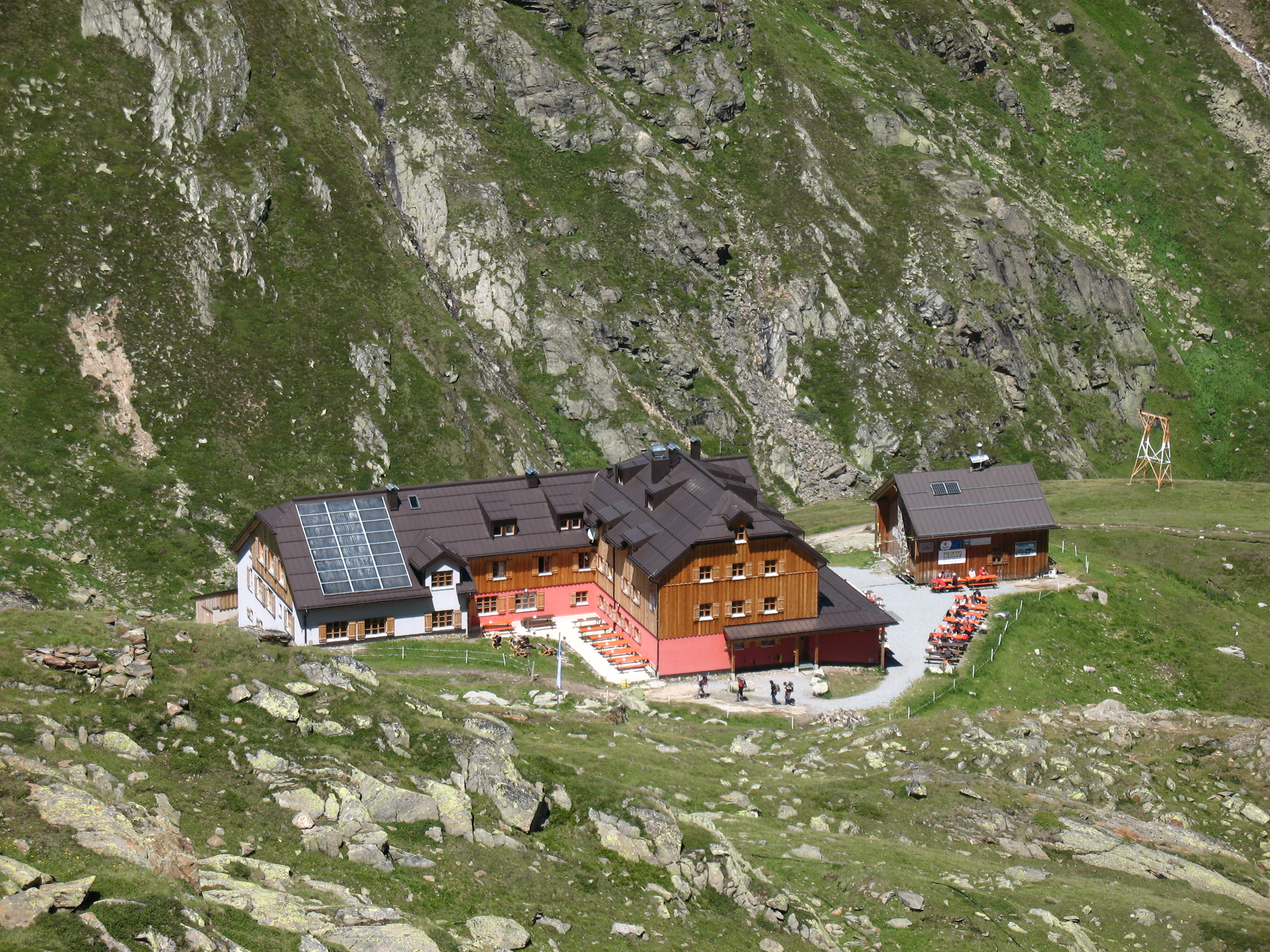
Komplex mit Winterhaus
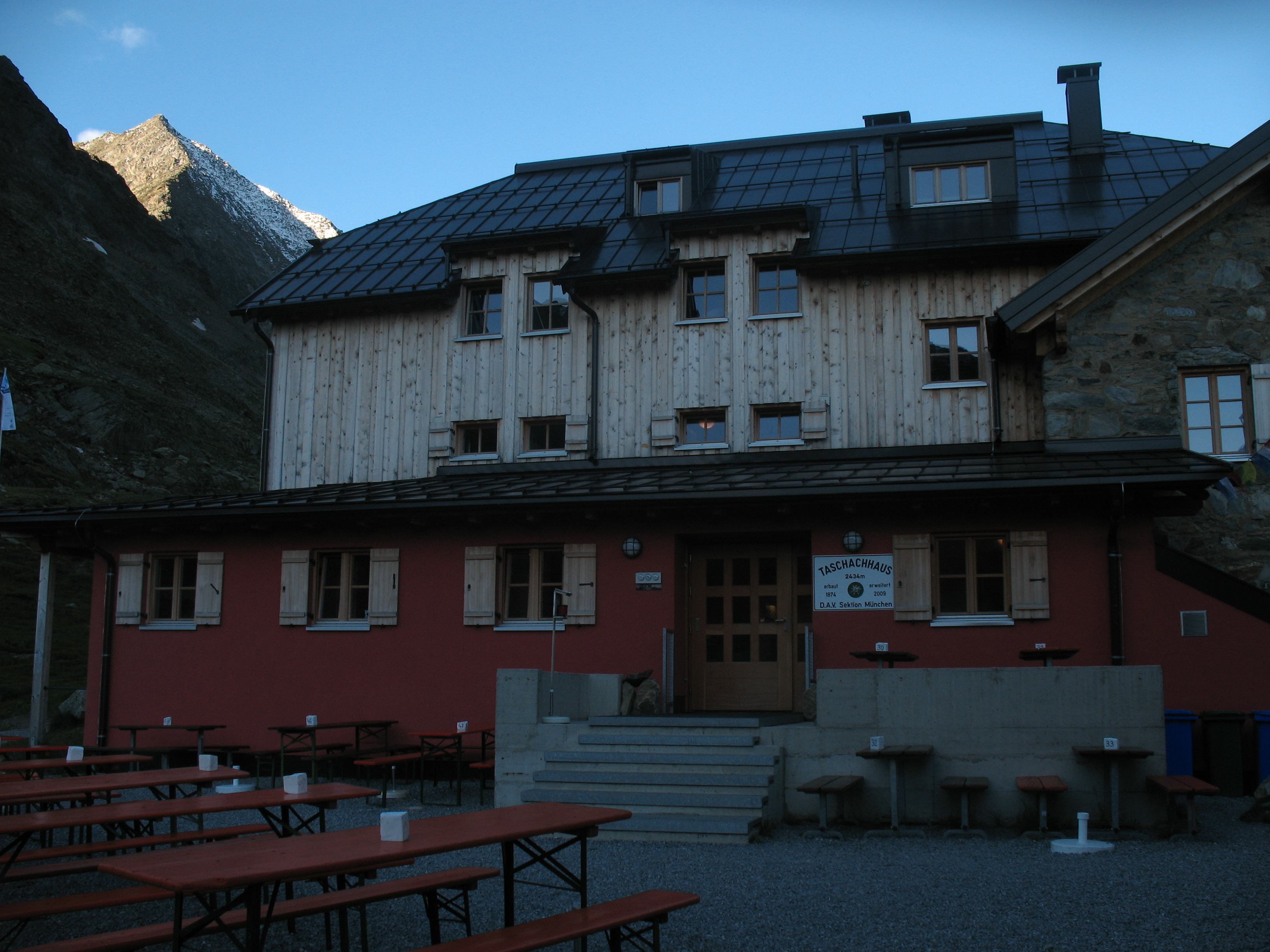
Haupteingang
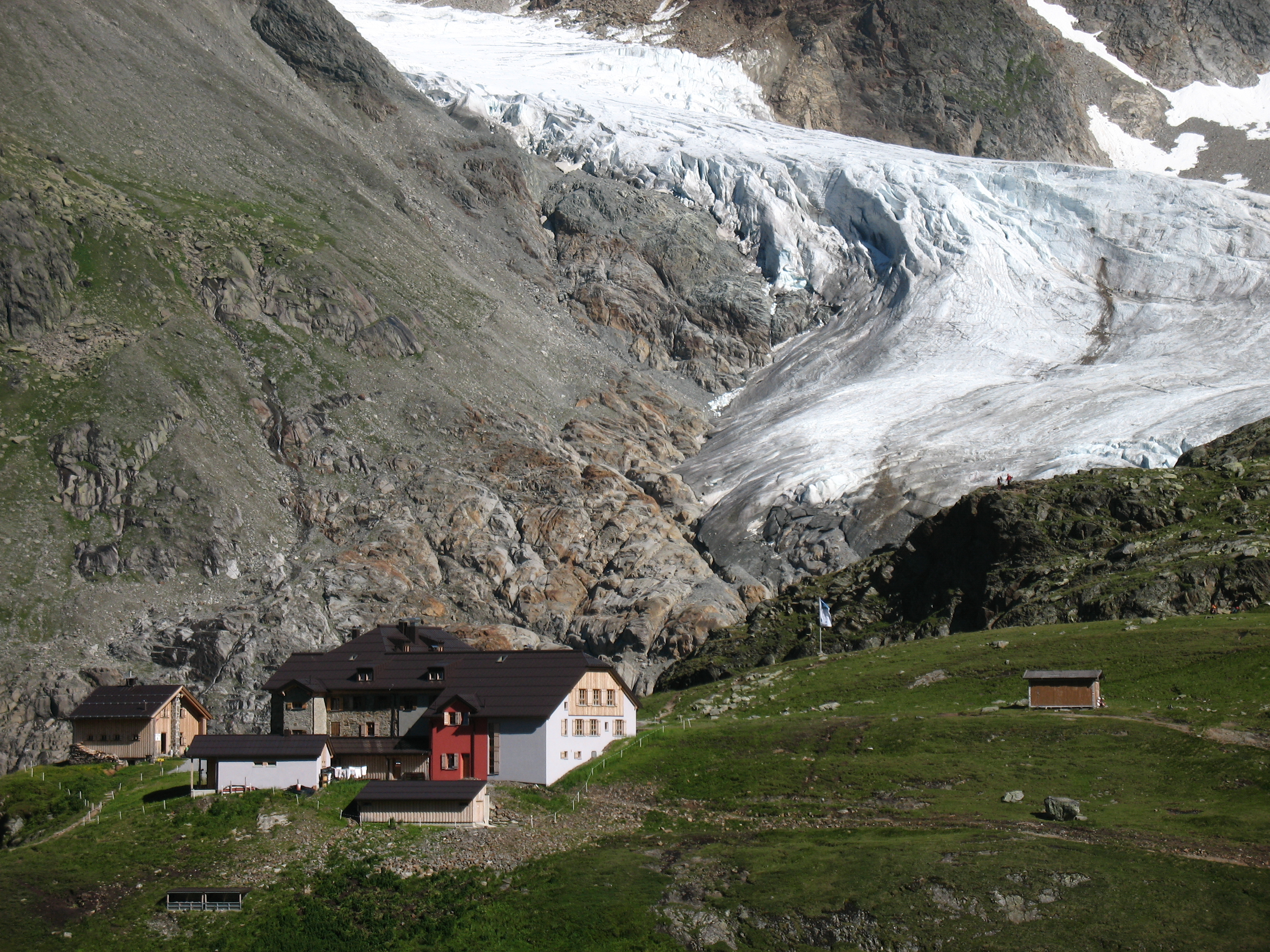
Mit Taschachferner
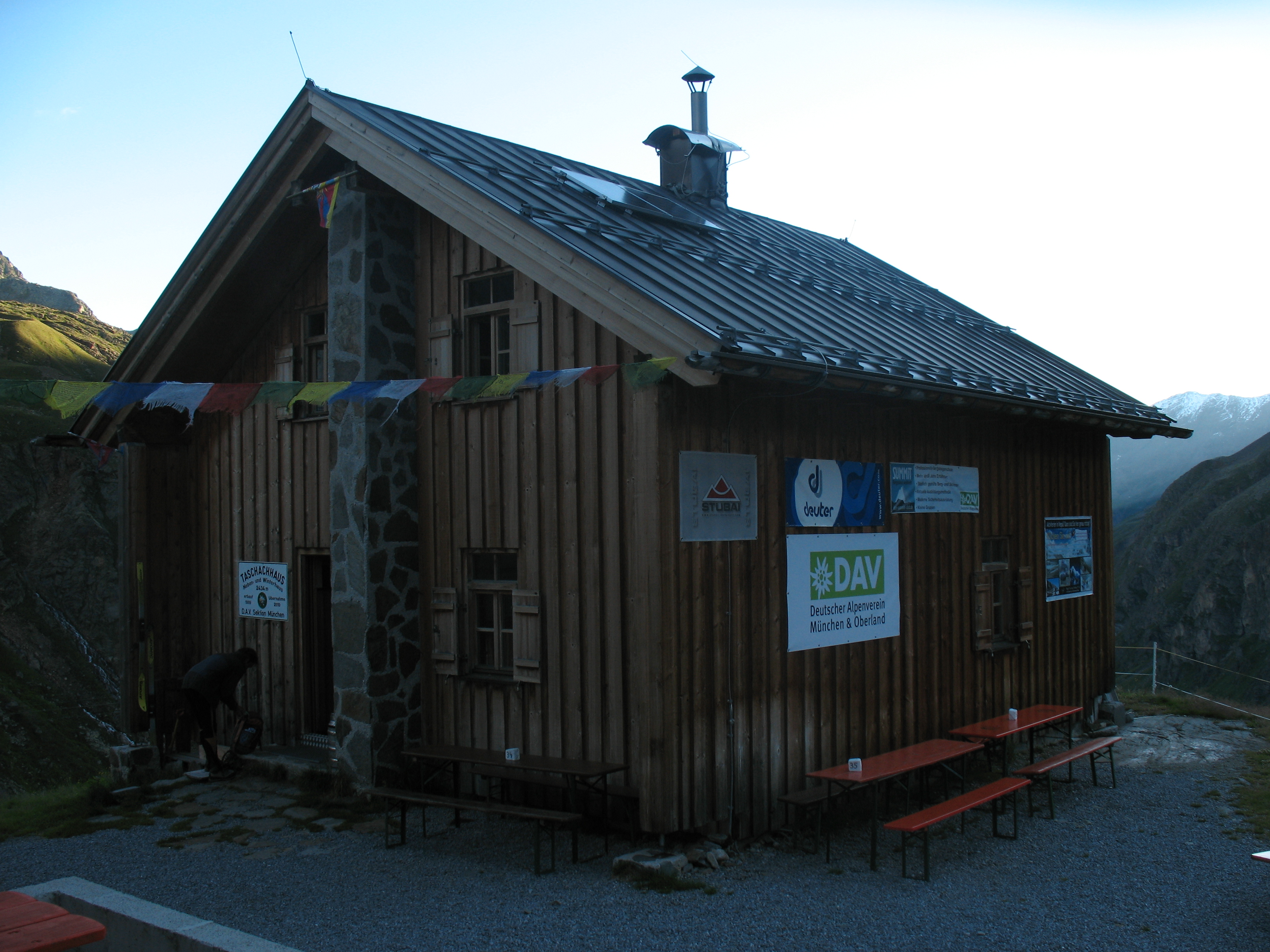
Winterhaus
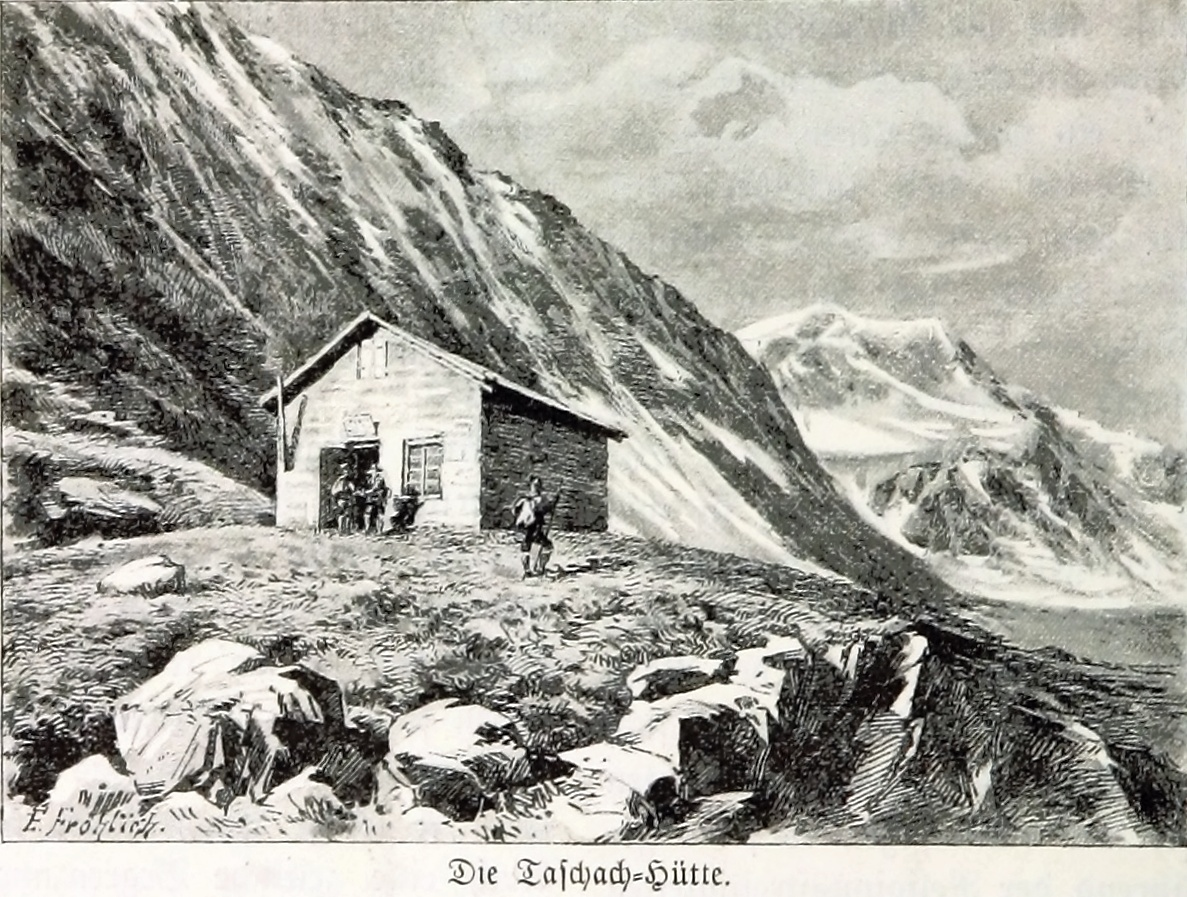
Taschachhütte um 1894
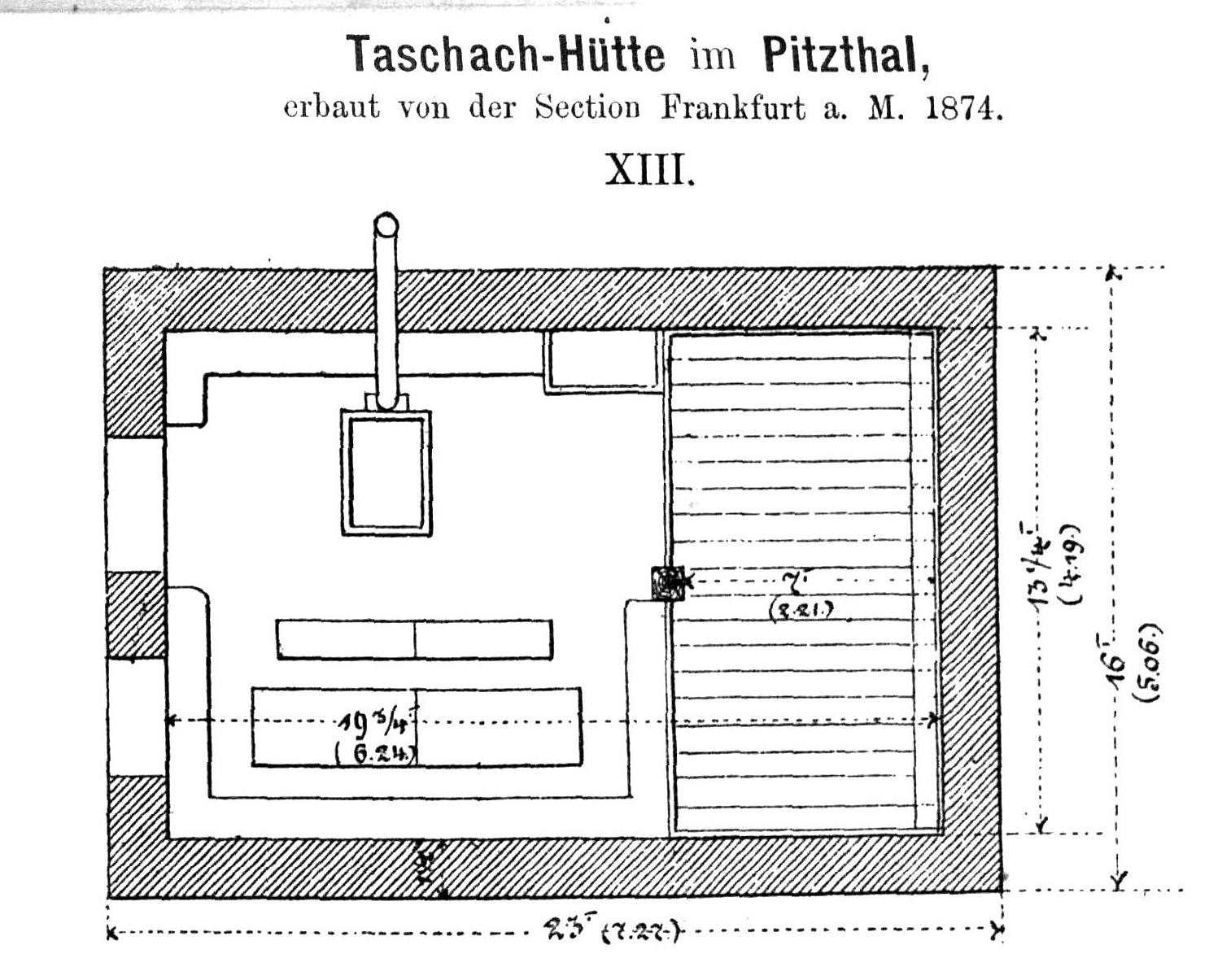
Grundriss der Taschachhütte (1874) von Johann Stüdl